# Lusignan (Vienne)
Pour les articles homonymes, voir Lusignan.
Lusignan est une commune du Centre-Ouest de la France, située dans le département de la Vienne en région Nouvelle-Aquitaine.
Ses habitants sont appelés les Mélusins et les Mélusines.

## Géographie

### Situation
Lusignan est un bourg d'environ 2 700 habitants située au sud du Pays de Lusignan et de Vouillé. Il est bâti sur un promontoire escarpé qui domine la boucle de la vallée de la Vonne et est situé à 25 km au sud-ouest de Poitiers (Vienne) sur l'ancienne RN 11 en direction de Niort et La Rochelle. Paris se trouve à une distance d'un peu moins de 400 km par l'autoroute A10 au sud de Poitiers.

### Communes limitrophes
| Jazeneuil | Boivre-la-Vallée | Coulombiers      |
|           | Lusignan         | Cloué            |
| Rouillé   | Saint-Sauvant    | Celle-Lévescault |

### Géologie et relief
La région de Lusignan présente un paysage de plaines vallonnées plus ou moins boisées et de vallées. La commune est traversée par la Vonne sur une longueur de 8 km. Le terroir se compose de :
- Terres Rouges (ce sont des sols acajou, siliceux, dérivés d’argiles ferrugineuses à silex provenant d’épandages superficiels du Massif Central) pour 44 % sur les plateaux ;
- d'argile à silex et de bornais (ce sont des sols brun clair sur limons, profonds et humides, à tendance siliceuse) pour respectivement 37 % et 9 % situés sur les plateaux du seuil du Poitou ;
- de 7 % de calcaire qui se trouve dans les vallées alluviales.

### Hydrographie
La commune est traversée par 7,9 km de cours d'eau, principalement par la Vonne.

### Climat
Le climat qui caractérise la commune est qualifié, en 2010, de « climat océanique altéré », selon la typologie des climats de la France qui compte alors huit grands types de climats en métropole. En 2020, la commune ressort du même type de climat dans la classification établie par Météo-France, qui ne compte désormais, en première approche, que cinq grands types de climats en métropole. Il s’agit d’une zone de transition entre le climat océanique, le climat de montagne et le climat semi-continental. Les écarts de température entre hiver et été augmentent avec l'éloignement de la mer. La pluviométrie est plus faible qu'en bord de mer, sauf aux abords des reliefs.
Les paramètres climatiques qui ont permis d’établir la typologie de 2010 comportent six variables pour les températures et huit pour les précipitations, dont les valeurs correspondent à la normale 1971-2000. Les sept principales variables caractérisant la commune sont présentées dans l'encadré ci-après.
| Paramètres climatiques communaux sur la période 1971-2000 - Moyenne annuelle de température : 11,7 °C - Nombre de jours avec une température inférieure à −5 °C : 2,6 j - Nombre de jours avec une température supérieure à 30 °C : 6,5 j - Amplitude thermique annuelle : 14,8 °C - Cumuls annuels de précipitation : 820 mm - Nombre de jours de précipitation en janvier : 11,8 j - Nombre de jours de précipitation en juillet : 6,9 j |

Avec le changement climatique, ces variables ont évolué. Une étude réalisée en 2014 par la Direction générale de l'Énergie et du Climat complétée par des études régionales prévoit en effet que la  température moyenne devrait croître et la pluviométrie moyenne baisser, avec toutefois de fortes variations régionales. La station météorologique de Météo-France installée sur la commune et mise en service en 1965 permet de connaître en continu l'évolution des indicateurs météorologiques. Le tableau détaillé pour la période 1981-2010 est présenté ci-après.
| Mois                                  | jan.           | fév.          | mars           | avril         | mai         | juin          | jui.          | août          | sep.          | oct.          | nov.          | déc.           | année      |
| ------------------------------------- | -------------- | ------------- | -------------- | ------------- | ----------- | ------------- | ------------- | ------------- | ------------- | ------------- | ------------- | -------------- | ---------- |
| Température minimale moyenne (°C)     | 1,8            | 1,8           | 3,6            | 5,2           | 8,8         | 11,7          | 13,6          | 13,4          | 10,9          | 8,5           | 4,5           | 2,3            | 7,2        |
| Température moyenne (°C)              | 4,7            | 5,4           | 8              | 10,2          | 13,9        | 17,3          | 19,6          | 19,5          | 16,4          | 12,8          | 7,8           | 5,1            | 11,8       |
| Température maximale moyenne (°C)     | 7,6            | 9             | 12,5           | 15,1          | 19,1        | 22,9          | 25,6          | 25,5          | 22            | 17,1          | 11,2          | 8              | 16,3       |
| Record de froid (°C) date du record   | −17,5 16.01.85 | −12 12.02.12  | −11,1 01.03.05 | −4,1 07.04.08 | 0 03.05.79  | 3,2 03.06.75  | 5,8 06.07.65  | 4 30.08.86    | 1,4 20.09.12  | −3,7 30.10.97 | −7 24.11.98   | −11,9 31.12.85 | −17,5 1985 |
| Record de chaleur (°C) date du record | 17,1 15.01.75  | 23,6 15.02.98 | 24,3 20.03.05  | 28,7 30.04.05 | 32 30.05.01 | 37,9 22.06.03 | 39,4 23.07.19 | 39,6 05.08.03 | 34,7 14.09.20 | 29,2 02.10.11 | 22,3 08.11.15 | 18,4 07.12.00  | 39,6 2003  |
| Précipitations (mm)                   | 82,2           | 59,3          | 59,8           | 67,7          | 67,6        | 58            | 51,5          | 50,6          | 59,8          | 88,3          | 86,5          | 86,4           | 817,7      |

### Voies de communication et transports
Lusignan a sa propre gare.
Les autres gares et haltes ferroviaires proches de la commune:
- la halte de Rouillé à 6 km,
- la halte de Vivonne à 11,4 km,
- la halte de Pamproux à 13,5 km,
- la halte de Anché-Voulon à 14 km.

Les aéroports et aérodromes proches de Lusignan sont:
- l'aéroport de Poitiers-Biard à 22,4 km,
- l'aérodrome de Niort - Souché à 42 km,
- l'aéroport international Angoulême-Cognac à 79 km.

## Urbanisme

### Typologie
Au 1er janvier 2024, Lusignan est catégorisée bourg rural, selon la nouvelle grille communale de densité à sept niveaux définie par l'Insee en 2022.
Elle appartient à l'unité urbaine de Lusignan, une unité urbaine monocommunale constituant une ville isolée,. Par ailleurs la commune fait partie de l'aire d'attraction de Poitiers, dont elle est une commune de la couronne,. Cette aire, qui regroupe 97 communes, est catégorisée dans les aires de 200 000 à moins de 700 000 habitants,.

### Occupation des sols
L'occupation des sols de la commune, telle qu'elle ressort de la base de données européenne d’occupation biophysique des sols Corine Land Cover (CLC), est marquée par l'importance des territoires agricoles (78,6 % en 2018), une proportion sensiblement équivalente à celle de 1990 (79,1 %). La répartition détaillée en 2018 est la suivante : 
terres arables (68,8 %), forêts (16,4 %), prairies (5,3 %), zones urbanisées (5 %), zones agricoles hétérogènes (4,5 %). L'évolution de l’occupation des sols de la commune et de ses infrastructures peut être observée sur les différentes représentations cartographiques du territoire : la carte de Cassini (XVIIIe siècle), la carte d'état-major (1820-1866) et les cartes ou photos aériennes de l'IGN pour la période actuelle (1950 à aujourd'hui).

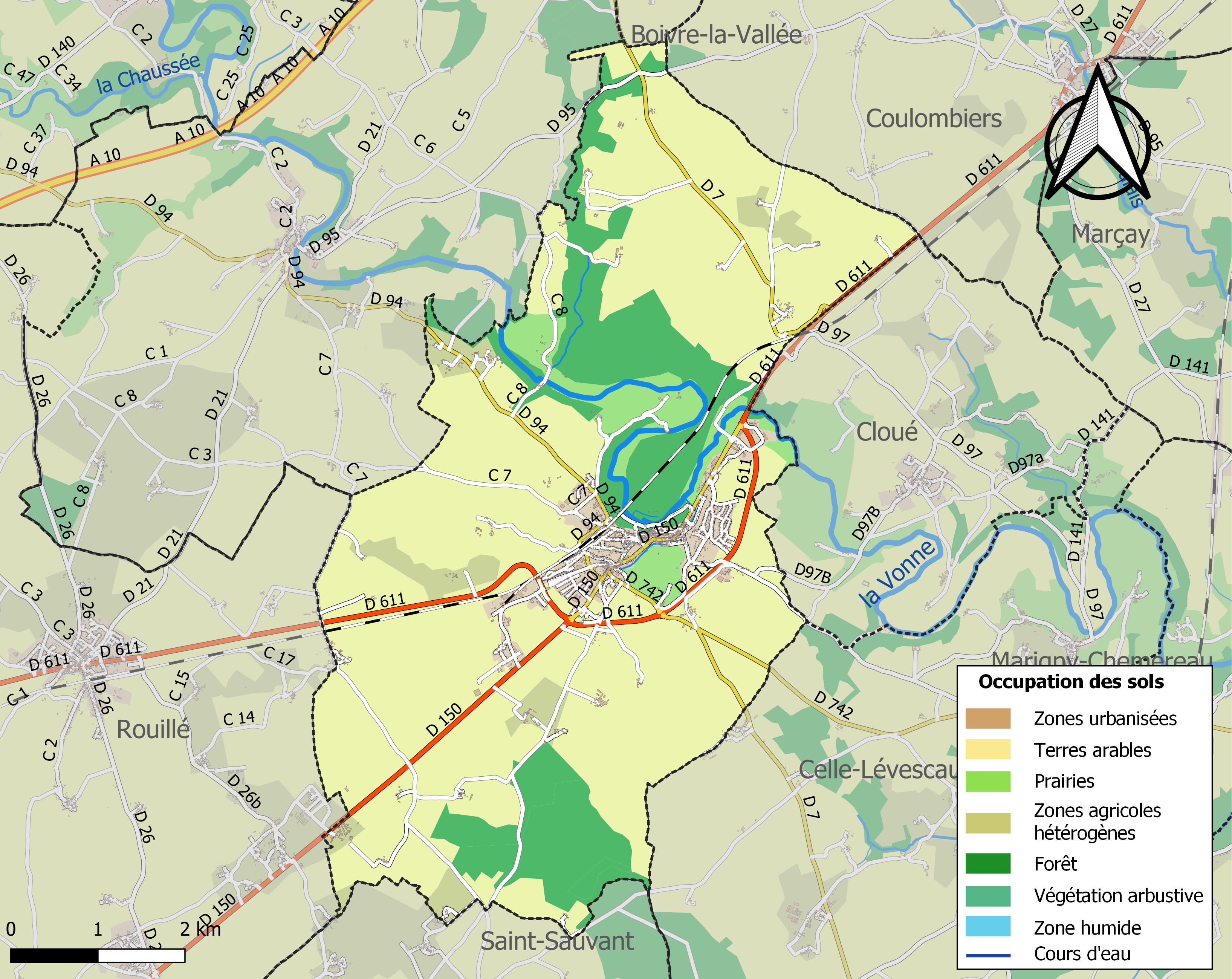
Carte des infrastructures et de l'occupation des sols de la commune en 2018 (CLC).

### Risques majeurs
Le territoire de la commune de Lusignan est vulnérable à différents aléas naturels : météorologiques (tempête, orage, neige, grand froid, canicule ou sécheresse), inondations, mouvements de terrains et séisme (sismicité modérée). Il est également exposé à un risque technologique,  le transport de matières dangereuses, et à un risque particulier : le risque de radon. Un site publié par le BRGM permet d'évaluer simplement et rapidement les risques d'un bien localisé soit par son adresse soit par le numéro de sa parcelle.

#### Risques naturels
Certaines parties du territoire communal sont susceptibles d’être affectées par le risque d’inondation par débordement de cours d'eau, notamment la Vonne. La commune a été reconnue en état de catastrophe naturelle au titre des dommages causés par les inondations et coulées de boue survenues en 1982, 1983, 1993, 1995, 1997, 1999, 2010, 2011, 2013 et 2014,.

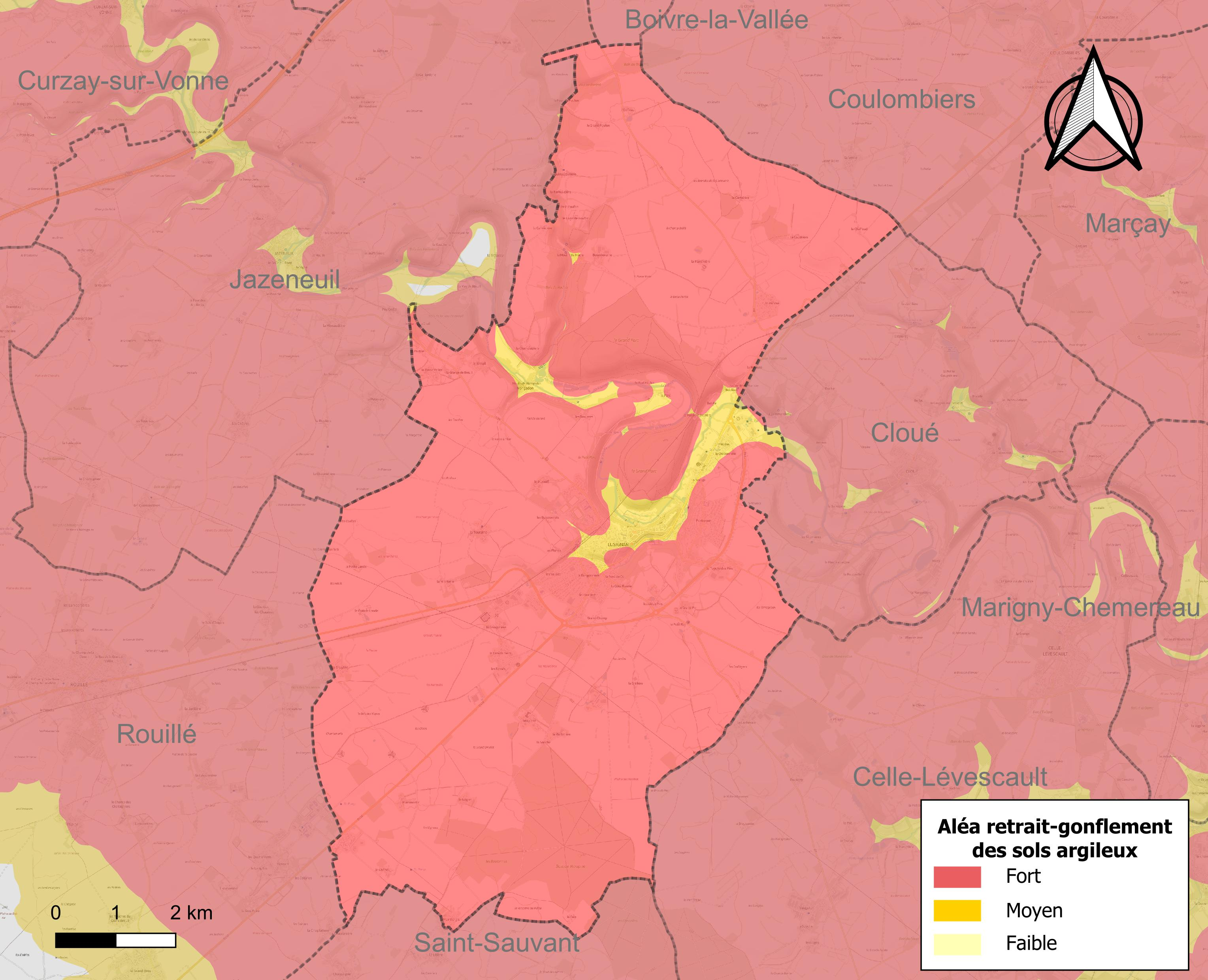
Carte des zones d'aléa retrait-gonflement des sols argileux de Lusignan.

Les mouvements de terrains susceptibles de se produire sur la commune sont des affaissements et effondrements liés aux cavités souterraines (hors mines) et des tassements différentiels. Afin de mieux appréhender le risque d’affaissement de terrain, un inventaire national permet de localiser les éventuelles cavités souterraines sur la commune. Le retrait-gonflement des sols argileux est susceptible d'engendrer des dommages importants aux bâtiments en cas d’alternance de périodes de sécheresse et de pluie. La totalité de la commune est en aléa moyen ou fort (79,5 % au niveau départemental et 48,5 % au niveau national). Depuis le 1er octobre 2020, en application de la loi ÉLAN, différentes contraintes s'imposent aux vendeurs, maîtres d'ouvrages ou constructeurs de biens situés dans une zone classée en aléa moyen ou fort,.
La commune a été reconnue en état de catastrophe naturelle au titre des dommages causés par la sécheresse en 1995, 1997, 2005, 2011 et 2017 et par des mouvements de terrain en 1999, 2010 et 2019.

#### Risque particulier
Dans plusieurs parties du territoire national, le radon, accumulé dans certains logements ou autres locaux, peut constituer une source significative d’exposition de la population aux rayonnements ionisants. Selon la classification de 2018, la commune de Lusignan est classée en zone 2, à savoir zone à potentiel radon faible mais sur lesquelles des facteurs géologiques particuliers peuvent faciliter le transfert du radon vers les bâtiments.

## Toponymie
Le nom de Lusignan pourrait dériver du nom d'un propriétaire foncier gallo-romain : Licinius.

## Histoire
Lusignan était déjà un oppidum au temps des Celtes.
Du Xe au XIVe siècle, l'histoire de la ville se confond avec celle des Lusignan, famille puissante et turbulente, et l’une des plus anciennes du Poitou.[réf. nécessaire]
En 1353, l’armée du roi de France prend Saint-Jean-d'Angély et Lusignan.[réf. nécessaire]
De 1568 à 1570, la guerre de Religion reprend après une période d'accalmie. La ville de Poitiers est tenue par le parti catholique représenté par le comte de Lude. Poitiers ne peut plus être la capitale du protestantisme : La Rochelle prend sa place. En 1569, Coligny qui commande les troupes protestantes manœuvre dans le Limousin puis revient occuper Châtellerault et Lusignan, obligeant ainsi le comte de Lude à lever le siège de Niort. L'amiral de Coligny s'empara de la forteresse mais fut forcé de la rendre en septembre de la même année.

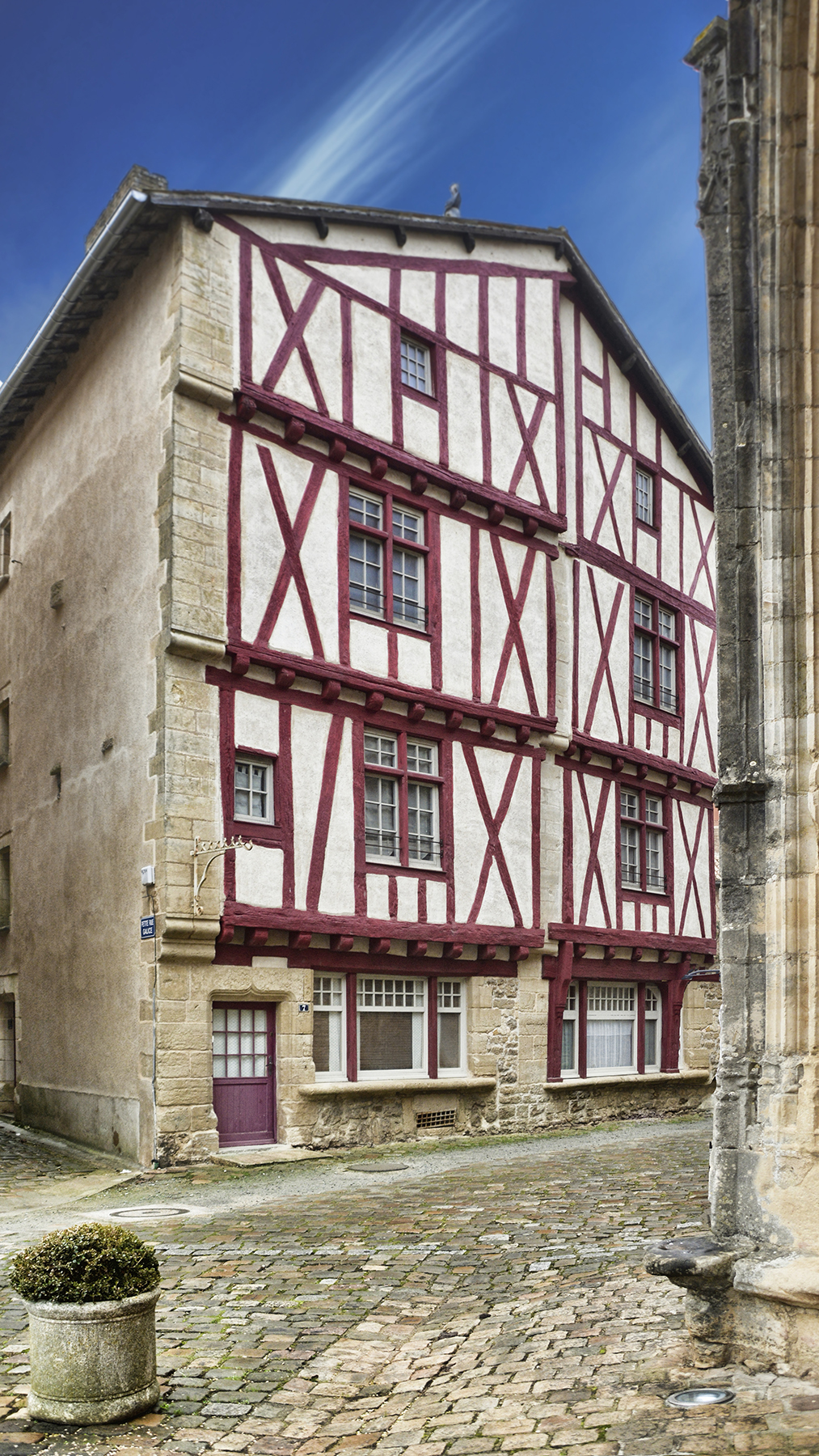
Maison à colombage dans le centre historique de Lusignan

Le 27 septembre 1574, durant la cinquième guerre de religion, le duc de Montpensier attaqua les faubourgs de Lusignan et, après les avoir conquis, mit le siège du château et de la ville. Dans une seule sortie, les assiégés tuèrent cinq capitaines. L'assaut du 21 décembre fut encore très-meurtrier. Commandée par le vicomte de Rohan, la garnison réduite à 500 hommes, demande enfin à capituler le 5 janvier 1575,.
Le régiment de Sarrieu prit alors possession de la ville, y demeura quelque temps en garnison puis démolit le château.
Au XVIIe siècle, les fortifications sont rasées sur l'ordre de Louis XIII. Profitant de sa position sur la route de Paris à La Rochelle, le faubourg de la ville basse s'enrichit et se développe.[réf. nécessaire]
Lusignan accueille favorablement les avancées de la Révolution française. Elle plante ainsi son arbre de la liberté, symbole de la Révolution. Un autel de la Liberté est ajouté à son pied. Il devient le lieu de ralliement de toutes les fêtes et des principaux événements révolutionnaires, comme la célébration de l’anniversaire de la fin de la Terreur (9 thermidor).
Elle est chef-lieu du district de Lusignan de 1790 à 1795.
Au XIXe siècle, Lusignan était connue pour sa production de graines de trèfles et de luzerne, la fabrication de serges et de grosses étoffes de laine.[réf. nécessaire]

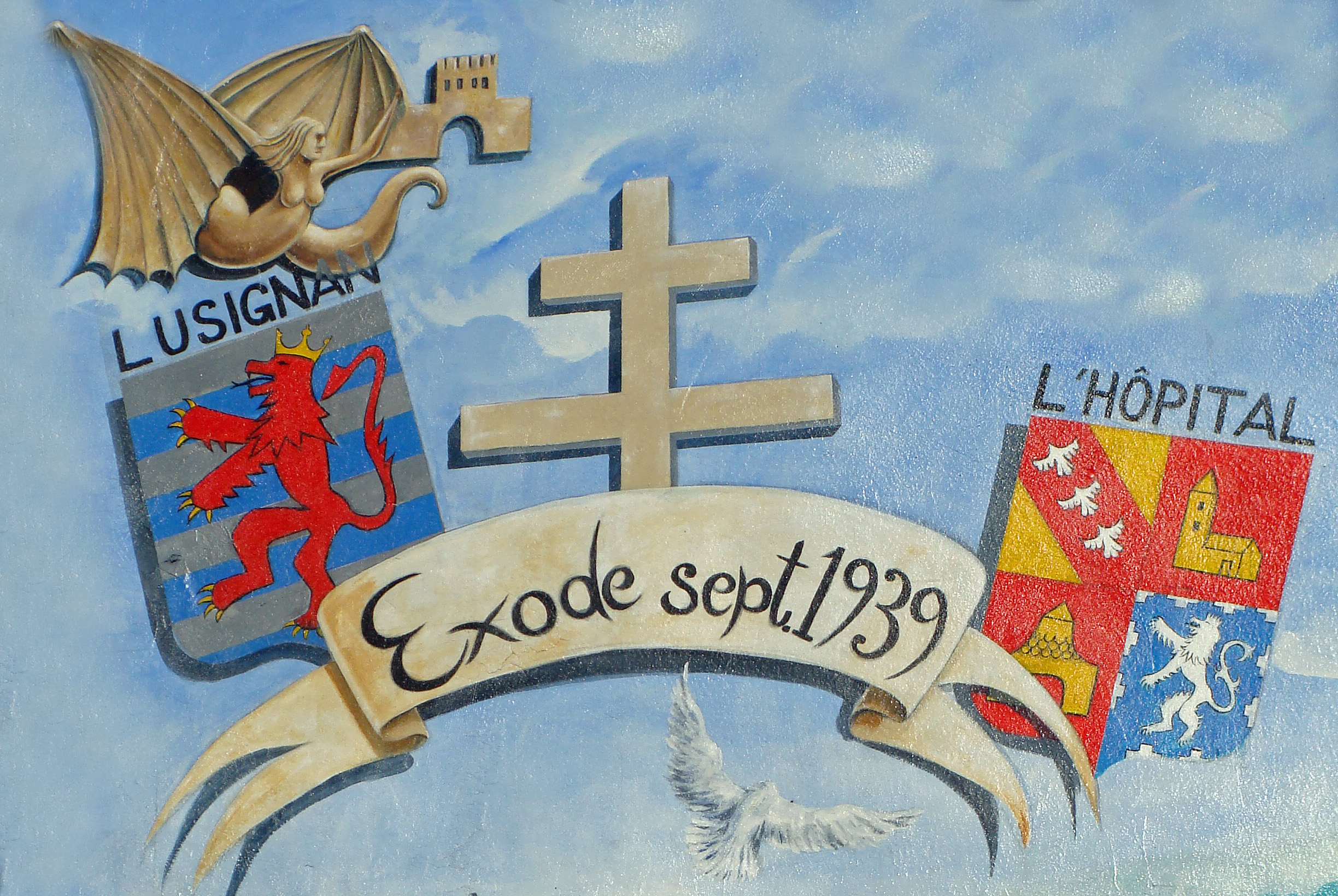
LExode des Spittellois, fresque d'Eric Haven.

De 1920 à 1933, une ligne de chemin de fer reliait Lusignan à Lencloître. Sur le trajet, de nombreuses stations avaient été installées : Jazeneuil, les Chaumes de Curzay, Sanxay, Nèdes-Lilairière, Benassay, Lavausseau, Latillé, Chiré, Vouillé, Cissé, Yversay, Neuville, Bellefois, Vendeuvre, Signy, Ouzilly, l’Epinette, Lencloître.
Au début de la Seconde Guerre mondiale, la Vienne accueille 40 000 réfugiés de Moselle dont de nombreux habitants de L'Hôpital (Moselle), qui sont logés souvent chez l’habitant et répartis dans toutes les communes. Lusignan accueille ainsi des réfugiés, qui s’intègrent, notamment dans les équipes sportives. Le club de football de l’Union sportive mélusine compte ainsi six équipiers mosellans sur onze en 1940. Une partie de la population mosellane est autorisée à réintégrer la « zone interdite » après l'armistice de juin 1940.
Après la drôle de guerre, c’est la bataille de France et l’effondrement de l’armée française. Les combats se rapprochent, et la Luftwaffe bombarde la gare le 19 juin 1940 : une maison est endommagée, sans faire de victime.
Un camp de prisonniers de l’armée d'Afrique est établi par les Allemands à Lusignan : ils sont utilisés pour les travaux agricoles. Progressivement, ils sont renvoyés en Afrique par l’occupant ; un certain nombre d’entre eux ont disparu.

## Politique et administration

### Intercommunalité
Depuis 2015, Lusignan est dans le canton de Lusignan (no 9) du département de la Vienne. Avant la réforme des départements, Lusignan était dans le canton no 13 de Lusignan dans la 3e circonscription.
La Communauté de Communes du Pays Mélusin (9 communes de l'ancien canton de Lusignan) a fusionné au 1er janvier 2017 avec Grand Poitiers communauté d'agglomération.
Au 1er juillet 2017 La communauté d'agglomération est devenue communauté urbaine.
René Gibault, maire de Lusignan a été élu vice-président de la communauté urbaine chargé du tourisme.

### Liste des maires

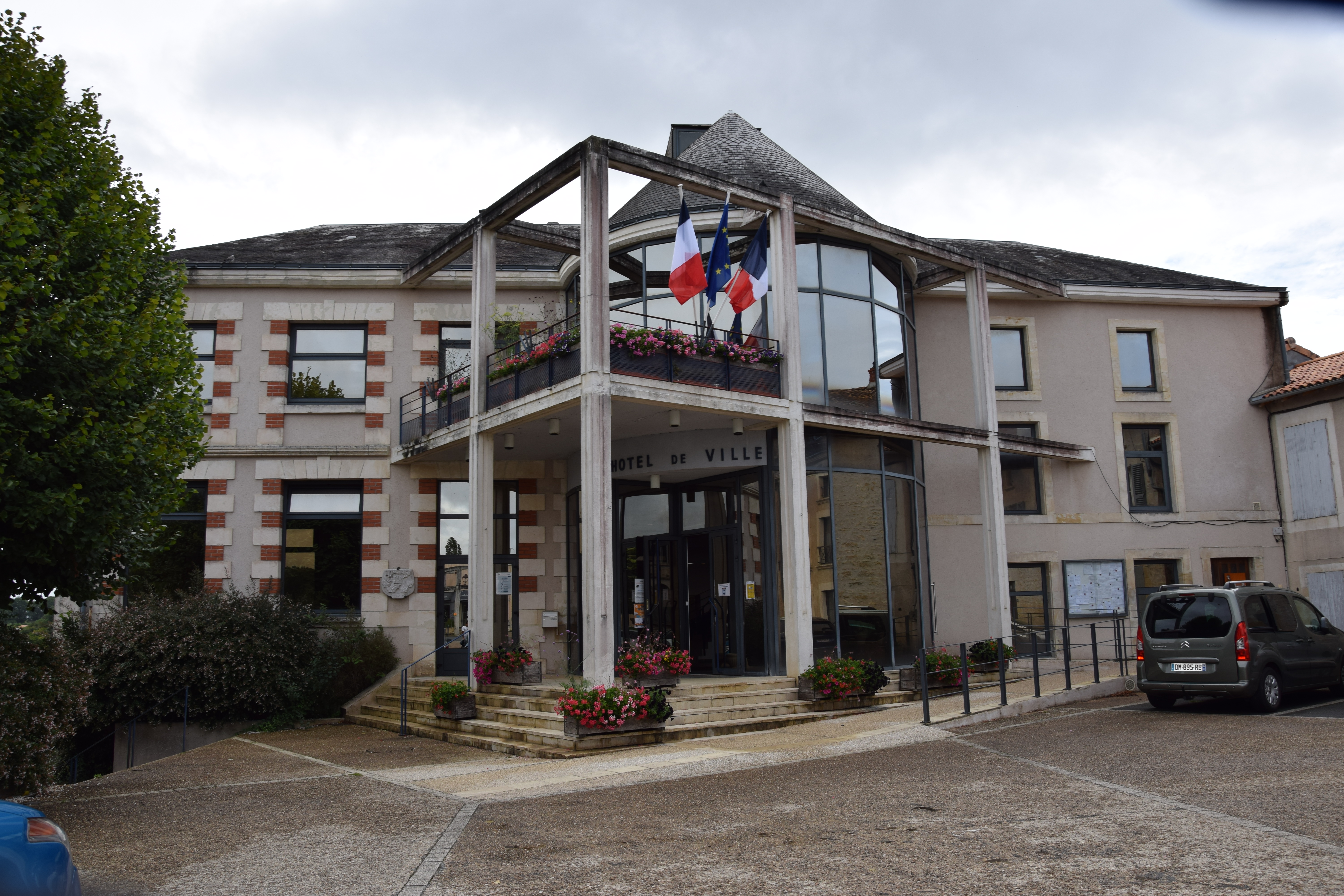
La mairie.

| Période                                  | Période   | Identité          | Étiquette | Qualité |
| ---------------------------------------- | --------- | ----------------- | --------- | --- |
| Maire en 1972                            | mars 1977 | Pierre Moyon      |           | Pharmacien |
| mars 1977                                | juin 1995 | Lionel Huguet     | UDF-PR    | Ingénieur agricole Conseiller général du canton de Lusignan (1985 → 2004) |
| juin 1995                                | mai 2020  | René Gibault      | PS        | Retraité de la fonction publique hospitalière Conseiller général du canton de Lusignan (2004 → 2015) Président de la CC du Pays Mélusin (? → 2016) Réélu en 2001, 2008 et 2014 |
| mai 2020                                 | En cours  | Jean-Louis Ledeux | DVD       | Conseiller départemental du canton de Lusignan (depuis 2015) |
| Les données manquantes sont à compléter. |           |                   |           | |

### Instances judiciaires et administratives
La commune relève du tribunal d'instance de Poitiers, du tribunal de grande instance de Poitiers, de la cour d'appel de Poitiers, du tribunal pour enfants de Poitiers, du conseil de prud'hommes de Poitiers, du tribunal de commerce de Poitiers, du tribunal administratif de Poitiers et de la cour administrative d'appel de Bordeaux, du tribunal des pensions de Poitiers, du tribunal des affaires de la Sécurité sociale de la Vienne, de la cour d’assises de la Vienne.

### Services publics
Les réformes successives de La Poste ont conduit à la fermeture de nombreux bureaux ou à leur remplacement par de simples relais souvent gérés par des fonctionnaires communaux. Toutefois, celle de Lusignan a pu maintenir le sien.

### Jumelages
Lusignan est jumelée avec la ville allemande de Altusried depuis 1976 et la ville chypriote de Lefkara depuis 1997.
Lusignan est également jumelée avec la ville de l'Hôpital depuis Le 22 juillet 2017.

### Labellisation
Lusignan bénéficie du label "station verte".

### Politique environnementale

#### Énergies nouvelles
Depuis 2012, la commune s'est dotée d'un parc de trois éoliennes. La puissance de l'ensemble des machines est de 6 MW. La production annuelle globale du parc est évaluée à environ 12 GWh soit l'équivalent de la consommation électrique d'environ 6 000 habitants. Ce parc permet une économie de 3 700 tonnes de CO2 par an.
Les mâts sont hauts de 78 m et la longueur des pales est de 48 m. Le poids d'une de ces éoliennes est de 258 tonnes. La vitesse de rotation avoisine les 16,6 tr/min. La durée de vie d'une éolienne est estimée à 20 ans.

#### Protection de l’environnement
Depuis le 24 juin 2014, la commune de Lusignan est signataire de la Charte Terre Saine "Votre commune sans pesticides. La charte Terre Saine Poitou-Charentes invite les communes et les établissements publics intercommunaux à participer à la réduction des pesticides et à la préservation d'un environnement sain en région Poitou-Charentes.

## Population et société

### Démographie
L'évolution du nombre d'habitants est connue à travers les recensements de la population effectués dans la commune depuis 1793. Pour les communes de moins de 10 000 habitants, une enquête de recensement portant sur toute la population est réalisée tous les cinq ans, les populations de référence des années intermédiaires étant quant à elles estimées par interpolation ou extrapolation. Pour la commune, le premier recensement exhaustif entrant dans le cadre du nouveau dispositif a été réalisé en 2006.

En 2022, la commune comptait 2 556 habitants, en évolution de −3,73 % par rapport à 2016 (Vienne : +0,6 %, France hors Mayotte : +2,11 %).
| 1793  | 1800  | 1806  | 1821  | 1831  | 1836  | 1841  | 1846  | 1851  |
| ----- | ----- | ----- | ----- | ----- | ----- | ----- | ----- | ----- |
| 1 493 | 2 090 | 2 519 | 2 234 | 2 348 | 2 330 | 2 393 | 2 424 | 2 534 |

| 1856  | 1861  | 1866  | 1872  | 1876  | 1881  | 1886  | 1891  | 1896  |
| ----- | ----- | ----- | ----- | ----- | ----- | ----- | ----- | ----- |
| 2 940 | 2 512 | 2 391 | 2 321 | 2 266 | 2 208 | 2 152 | 2 164 | 2 139 |

| 1901  | 1906  | 1911  | 1921  | 1926  | 1931  | 1936  | 1946  | 1954  |
| ----- | ----- | ----- | ----- | ----- | ----- | ----- | ----- | ----- |
| 2 063 | 2 183 | 2 123 | 1 980 | 2 048 | 2 048 | 2 016 | 2 070 | 2 047 |

| 1962  | 1968  | 1975  | 1982  | 1990  | 1999  | 2006  | 2011  | 2016  |
| ----- | ----- | ----- | ----- | ----- | ----- | ----- | ----- | ----- |
| 2 283 | 2 564 | 2 777 | 2 855 | 2 749 | 2 677 | 2 565 | 2 633 | 2 655 |

| 2021  | 2022  | - | - | - | - | - | - | - |
| ----- | ----- | - | - | - | - | - | - | - |
| 2 589 | 2 556 | - | - | - | - | - | - | - |

En 2008, selon l'Insee, la densité de population de la commune était de 69 hab./km2, contre 61 hab./km2 pour le département, 68 hab./km2 pour la région Poitou-Charentes et 115 hab./km2 pour la France.
Les dernières statistiques démographiques pour la commune ont été fixées en 2009 et publiées en 2012. Il ressort que la mairie administre une population totale de 2 669 personnes. À cela il faut soustraire les résidences secondaires (51 personnes) pour constater que la population permanente sur le territoire de la commune est de 2 618 habitants.
La répartition par sexe de la population est la suivante :
- en 1999 : 48,2 % d'hommes et 51,8 % de femmes.
- en 2006 : 47,6 % d'hommes et 52,4 % de femmes.
- en 2010 : 48,1 % d'hommes pour 51,9 % de femmes.
- en 2011 : 48,2 % d'hommes pour 51,8 % de femmes.

Le nombre de célibataires était de
- en 2006 : 30,1 % dans la population.
- en 2011 : 31,2 %.

Les couples mariés représentaient
- en 2006 : 51 % de la population.
- en 2011 : 46,8 %.

Les divorcés son t:
- en 2006 : 5,5 %.
- en 2011 : 7,5 %

Le nombre de veuves et veufs était de
- en 2006 : 13,4 %.
- en 2011 : 14,5 %

Le solde naturel de Lusignan de 1999 à 2009 : -301 habitants soit -10 %
Le solde migratoire de Lusignan de 1999 – 2009 : +243 habitants soit +10 %.

### Enseignement
La commune de Lusignan dépend de l'académie de Poitiers (rectorat de Poitiers) et ses deux écoles primaires dépendent de l'inspection académique de la Vienne.
Trois établissements scolaires sont localisés sur la commune:
- L'école maternelle publique Leodile-Bera qui accueille 91 élèves,
- L'école élémentaire publique Leodile-Bera qui accueille 189 élèves,
- Le collège Jean-Monnet.

### Santé
Hôpital local et maison de retraite.
Foyer-logement pour personnes âgées.
Cinq infirmiers, quatre médecins omnipraticien, quatre orthophonistes, deux masseurs-kinésithérapeute, un dentiste, une pédicure-podologue.
Une pharmacie.

### Sport
La ville de Lusignan est dotée :
- de trois stades de grand jeu,
- de deux gymnases,
- d’une piste d’athlétisme,
- de quatre courts de tennis (dont deux couverts),
- d’une piste de roller,
- d’un dojo,
- d’une salle de danse,
- d’une salle polyvalente de 500 places.
- d'une piscine couverte
- d'une salle de fitness

## Économie

### Agriculture
Sont installés sur les communes de Lusignan et de Rouillé le plus grand site de l'INRA par la surface exploitée, 240 hectares environ, et le lycée agricole de Venours.
Selon la direction régionale de l'Alimentation, de l'Agriculture et de la Forêt de Poitou-Charentes, il n'y a plus que 25 exploitations agricoles en 2010 contre 35 en 2000.
Les surfaces agricoles utilisées ont augmenté et sont passées de 2 576 hectares en 2000 à 2 628 hectares en 2010. Ces chiffres indiquent une concentration des terres sur un nombre plus faible d’exploitations. Cette tendance est conforme à l’évolution constatée sur tout le département de la Vienne puisque de 2000 à 2007, chaque exploitation a gagné en moyenne 20 hectares.
47 % des surfaces agricoles sont destinées à la culture des céréales (blé tendre essentiellement pour 84 % des surfaces céréalières mais aussi orges et maïs), 36 % pour les oléagineux (colza et tournesol), 2 % pour les protéagineux, 7 % pour le fourrage et 2 % restent en herbes.
Six exploitations en 2010 (contre huit en 2000) abritent un élevage de bovins (611 têtes en 2010 contre 949 têtes en 2000). trois exploitations en 2010 (contre sept en 2000) abritent un élevage en expansion de caprins (1 245 têtes en 2010 contre 971 têtes en 2000). C’est un des troupeaux importants de caprins du département de la Vienne (74 500 têtes en 2011) qui est le deuxième département pour l’élevage des chèvres derrière le département des Deux-Sèvres six exploitations en 2010 (contre treize en 2000) accueillent un élevage d'ovins (180 têtes en 2010 contre 379 têtes en 2000). L'élevage de volailles est surtout destiné à une autoconsommation : 153 têtes en 2000 répartis sur dix fermes contre 221 têtes en 2010 répartis sur onze fermes.
La transformation de la production agricole est de qualité et permet aux exploitants d’avoir droit, sous conditions, aux appellations et labels suivants :
- Chabichou du Poitou (AOC)
- Beurre Charente-Poitou (AOC)
- Beurre des Charente (AOC)
- Beurre des Deux-Sèvres (AOC)
- Veau du Limousin (IGP)
- Agneau du Poitou-Charentes (IGP)
- Jambon de Bayonne (IGP)

### Industrie
Lusignan dispose d’une zone artisanale et compte de nombreuses entreprises dans des secteurs d’activités divers :
- Le Groupe Mallet-Bellin spécialisé dans les travaux publics et les carrières emploie 250 salariés.
- La Société Mecachim (groupe Arcelor), spécialisée dans le traitement de surface des tôles en acier inoxydable qu’elle habille de textures et de couleurs.

### Commerces
- Une fleuriste,
- Un supermarché,
- Deux magasins de vêtements,
- Trois boulangeries,
- Un magasin d'optique,
- Une station-service,
- Un magasin d'électroménager,
- Une boucherie,
- Une librairie...
- Un kebab

### Tourisme
Lusignan offre:
- un camping de 100 emplacements en bordure de rivière,
- une base de loisirs (baignade aménagée, canoë-kayak, jeux pour enfants, boulodrome, tennis de table, mini-golf),
- un parcours de pêche (rivière 2e catégorie),
- des sentiers de randonnées (10 circuits),

### Emploi et activité
Le taux d'activité était de 72,6 % en 2006 et 71,2 % en 1999.
Le taux de chômage:
- en 1999 il était de 11,5 %.
- en 2006 était de 10,5 %
- en 2009 : 12,90 %.

La lutte contre le chômage s'organise autour de deux structures :
1. Un atelier de pédagogie personnalisé (APP) est installé à Lusignan. Il permet à toute personne qui le désire de bénéficier d’une formation adaptée à son projet, selon une pédagogie individualisée et contractuelle (préparation de concours, sélections d’entrées dans les écoles et organismes de formation professionnelle…). Les domaines de formations accompagnés par l’APP sont le français (expression écrite et orale), les mathématiques, la culture générale, l’informatique (Word, Excel, Powerpoint, internet), la comptabilité, le sanitaire et social...
2. La Mission locale rurale Centre et Sud Vienne (MLRCSV) et la Permanence d’accueil, d’information et d’orientation (PAIO) de Lusignan accueille les jeunes, afin de les soutenir dans la construction de leurs projets professionnels. Le dispositif propose de valoriser les compétences des demandeurs d’emploi et de sélectionner les entreprises dans lesquelles elles pourront être utiles. Des conseillers sont par ailleurs disponibles pour accompagner les porteurs de projet, dans le cadre des « ateliers de la création ». Les projets sont ensuite validés par un jury local qui peut décider de les soutenir financièrement.

Les retraités et les pré-retraités représentaient 33,3 % de la population en 2006 et 25 % en 1999.
Les catégories socioprofessionnelles :
- Agriculteurs : 2,17 %
- Artisans : 3,98 %
- Cadres : 10,62 %
- Professions intermédiaires : 19,90 %
- Employés : 31,12 %
- Ouvriers : 32,21 %

## Culture locale et patrimoine

### Lieux et monuments

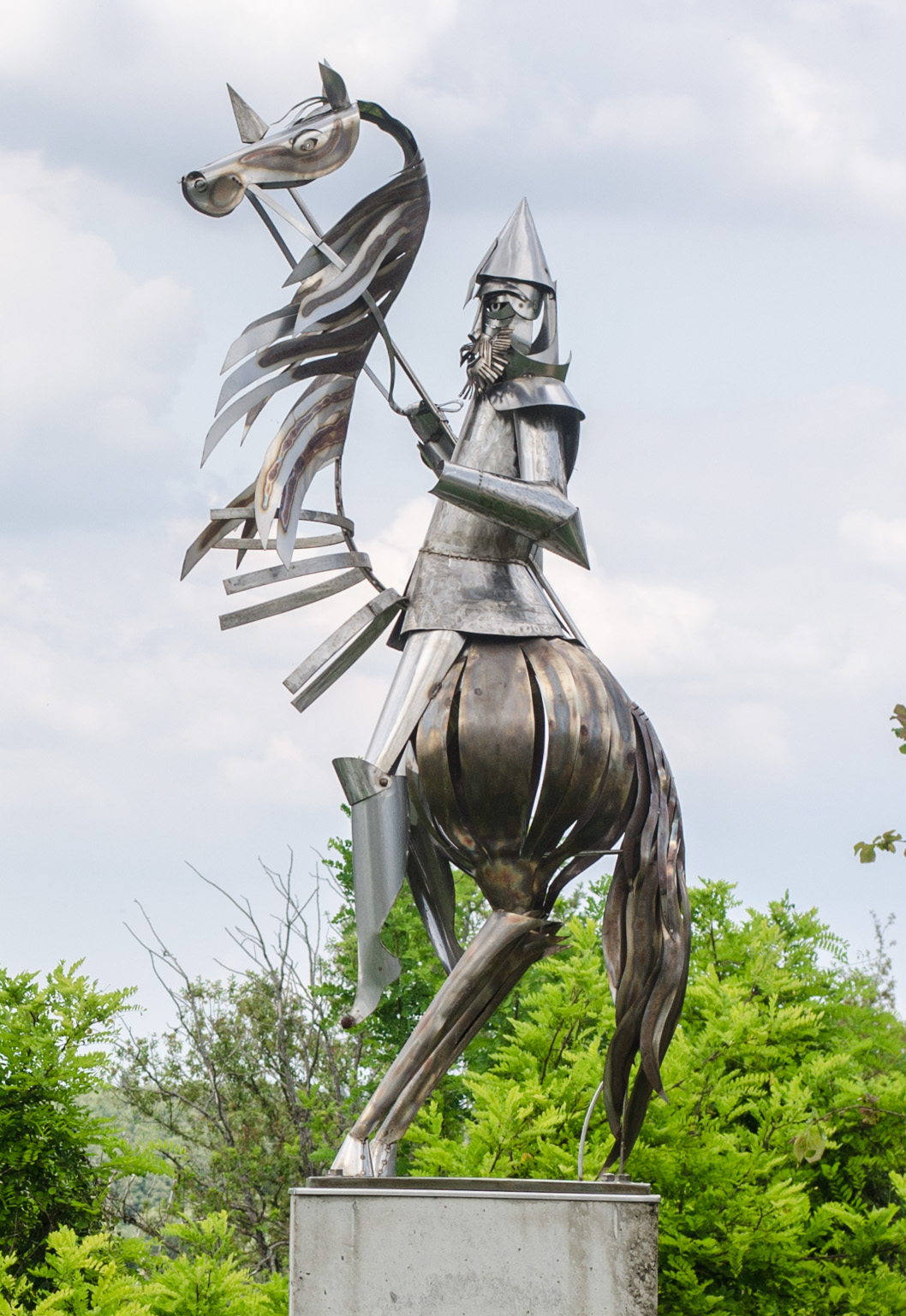
L'Épopée chimérique, statue équestre de Geoffroy la Grand’Dent (fils de Mélusine), érigée en 2007 sur la promenade de Blossac, à l'emplacement de l'ancien château de Lusignan.

#### Le château de Lusignan
Le château de Lusignan était sans doute l'un des plus grands châteaux forts de France[réf. nécessaire]. La légende dit qu'il a été construit par la fée Mélusine pour son mari Raymondin. Il fut le berceau de la maison de Lusignan dont des membres furent rois de Chypre et de Jérusalem.
Le château est démantelé sur ordre du roi Henri III en 1586 ; seule la tour Mélusine subsiste jusqu'en 1622. La promenade de Blossac sera emménagée sur le site du château au XVIIIe siècle sur les ordres du comte de Blossac, alors intendant royal en Poitou.

#### L'église Notre-Dame-et-Saint-Junien

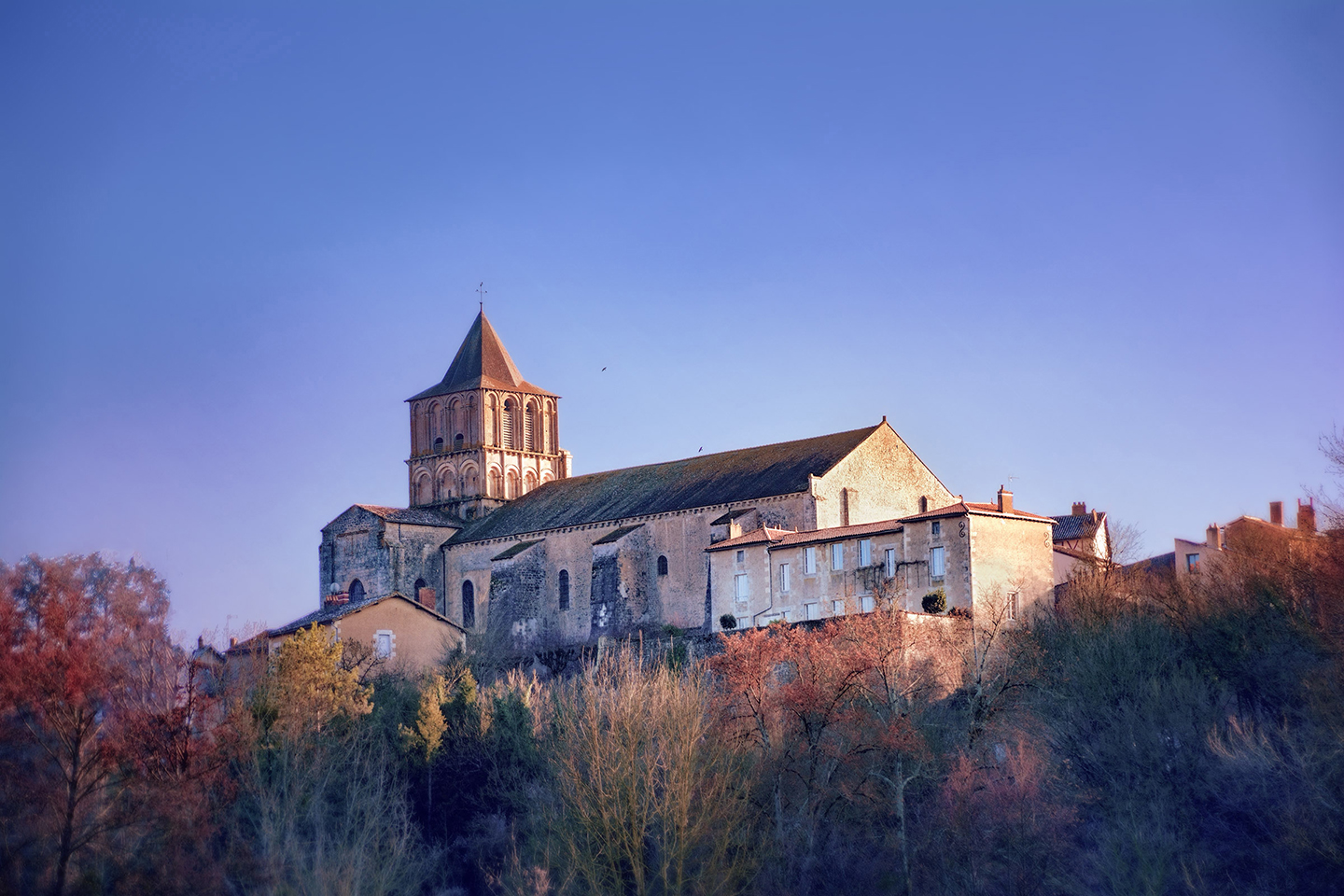
L'église Notre-Dame-et-Saint-Junien

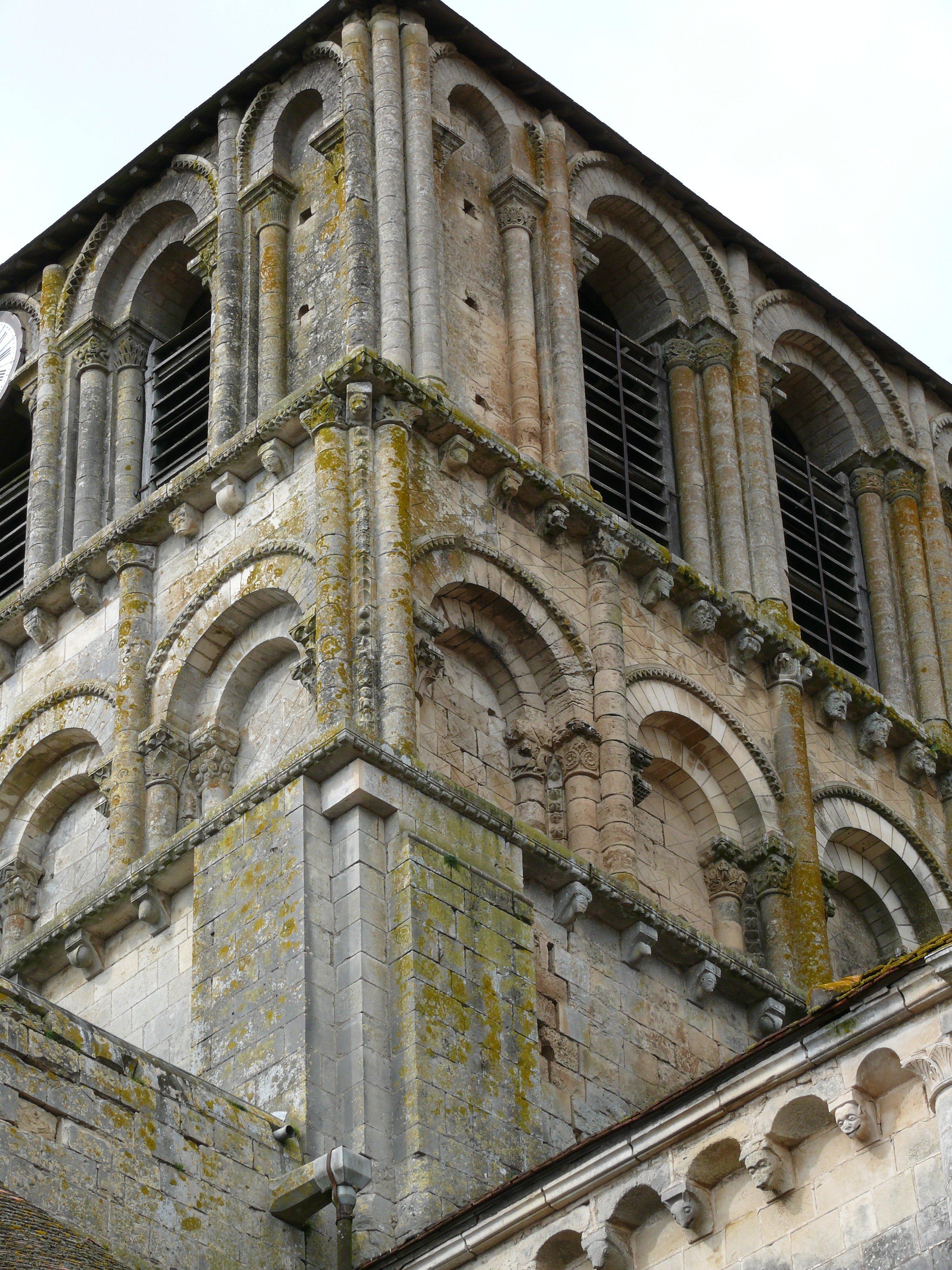
L'église (détail).

L’église Notre-Dame-et-Saint-Junien est de style roman. Elle est classée monument historique depuis 1862.

##### Historique
Elle a été fondée par Hugues IV de Lusignan en mars 1025 en l'honneur de Notre-Dame. À la demande du comte de Poitou, Guillaume le Grand, le roi de France, Robert le Pieux, permet à cette église de recevoir des donations qui ne seront sujettes à aucun seigneur. Le pape, à la requête de Hugues IV, appuyé par l'évêque de Poitiers, place l'église sous sa protection.
Il y eut deux campagnes de construction : l'une au début du XIe siècle concerne les murs Nord et Sud de la nef, le croisillon Nord et son absidiole ; l’autre durant la seconde moitié du XIIe siècle concerne le reste de l'édifice à l'exception du porche d'entrée. Cette seconde campagne de 1110 à 1130 a été impulsée par Hugues VI de Lusignan en remerciement d'avoir échappé à la mort au cours d'une croisade.
Au long des siècles, elle connut beaucoup de revers. Le conflit qui opposa le roi Henri II Plantagenet au seigneur de Lusignan et qui aboutit en 1168 à de graves dommages au château, a, sans doute, également été à l'origine de destructions dans l'église. Ce pourrait être la raison de l'implantation de seize piliers pour porter les voutes gothiques. De cette époque datent aussi le carré du transept qui porte un élégant clocher carré, le bras droit du transept avec une absidiole plus profonde que celle du bras nord, le chœur en hémicycle sur une crypte à trois nefs de mêmes dimensions.
Pendant la guerre de Cent Ans, en 1373, les Anglais s'emparent de Lusignan, puis Bertrand Du Guesclin vint assiéger la forteresse proche de l'église. C'est au cours de ces combats que le clocher s'effondra et que les voutes cédèrent. En 1377, Jean de Berry, comte de Poitou, fit restaurer l'ensemble.
Il fallut reprendre, de façon sévère, la façade occidentale et refaire les voutes des cinq premières travées de la nef.

##### L'extérieur de l'édifice
- Le chevet est orné de sculptures. Certains chapiteaux sont particulièrement intéressants et représentent :
  - un dragon, avec une queue de serpent dont la terminaison est une tête qui mord le corps même de la chimère. Le dragon a un corps d'oiseau avec des ailes mais une tête de lion. Cette tête mord une des ailes. La sculpture est à cheval sur deux chapiteaux. Cette image pourrait symboliser la nature spirituelle (les ailes) et matérielle (la queue de serpent) de l'homme et la complexité des forces existantes en l'homme.
  - un dragon composé d'une tête de taureau sur un corps trapu portant des ailes, avec une queue serpentine se terminant par une tête de dragon. La sculpture est à cheval sur deux chapiteaux.
  - un lion ailé
  - Mélusine aux ailes déployées
  - un diablotin ailé aux prises avec une chimère. Cette dernière a un corps léonin avec une tête de singe et une queue de serpent ainsi que des ailes. Les pattes sont celles d'un coq. Le singe est dans l'imagerie romane l'incarnation de Satan qui entend imiter Dieu comme le singe imite l'Homme. Il est le symbole de l'hérésie, du paganisme et de tout ce qui détourne l'homme de sa ressemblance avec Dieu.
- Les modillons présentent aussi un bestiaire riche, des visages humains, des masques. Il faut plus particulièrement regarder ceux qui décrivent :
  - une sirène ayant la particularité de n'avoir dans l'exemple de Lusignan qu'une queue de poisson et non deux comme souvent dans l'imagerie romane. La sirène tient un miroir à la main. Le miroir est le symbole et l'instrument de l'orgueil. Il est aussi celui d'un vice : la vanité qui consiste à contempler une beauté éphémère. À trop accorder d'importance au corps, l'homme risque d'oublier sa dimension spirituelle. La sirène est, donc, la tentatrice par excellence. Elle symbolise la luxure.
  - un visage d'une femme grimaçante, montrant ses dents et portant un collier de perles. Le visage est ridé. C'est peut être un autre symbole de la vanité et de l'aspect éphémère de la beauté et des richesses face aux vraies richesses qui sont en l'homme.
  - un visage (ou masque) d'un homme, bouche grande ouverte, tirant la langue. Cette sculpture pourrait être l'image du mensonge.
  - un lion à la crinière très sculptée.
  - un sanglier aux regards expressifs. Il illustre la force primitive et démoniaque. Il représente aussi la goinfrerie, l'ignorance, la saleté, la luxure et l'égoïsme.
  - un lion tenant dans sa gueule un rouleau. Le rouleau étant un symbole de la parole divine et/ou des règles monastiques et le lion un symbole de force, faut-il voir un symbole de la supériorité de la parole divine et ecclésiastique sur celle, temporelle, des hommes de la cité terrestre, à savoir des rois, des nobles, des commerçants...
  - un visage d'où sortent de la bouche des volutes. C'est un symbole de la diffusion de la parole divine dans la cité terrestre représentée par l'extérieur de l'église, l'intérieur étant, a contrario, la cité céleste et divine.
- À la croisée du transept s'élève un clocher carré et trapu, renforcé de contreforts colonnes et orné d'arcatures.
- Le porche, situé sur le flanc Sud du bâtiment est vouté en berceau brisé et ouvre sur une belle porte flamboyante du XVe siècle.
- Le porche, situé au nord, date du XIIe siècle. Il menait au prieuré qui dépendait de l'abbaye de Nouaillé-Maupertuis. Il a conservé une archivolte décorée d'un bestiaire. Les 23 claveaux de la voussure représentent, de gauche à droite, :

- un oiseau qui pourrait être un pélican.
- un quadrupède cornu qui pourrait être un taureau.
- un dragon.
- un quadrupède.
- un éléphant.
- 4 quadrupèdes.
- un homme à cloche-pieds, est-ce un danseur ?
- un personnage debout.
- une tête humaine à longue barbe.
- des entrelacs.
- un poisson.
- un reptile.
- un quadrupède.
- un personnage debout avec un bâton. Il pourrait représenter un pèlerin ou un berger.
- un cheval.
- un sanglier ou un cochon.
- un personnage nu assis ou accroupi.
- 3 quadrupèdes dont un dromadaire.

##### L'intérieur de l'église
- Une partie de la nef est couverte de voutes à croisées d'ogives, et l'autre est voutée en berceau brisé. Elle est composée de sept travées. Elle mesure 57 mètres de long et 15 de hauteur. Les chapiteaux sont sculptés de feuillages, de quadrupèdes et de palmettes. À la croisée du transept a été édifiée une coupole sur trompes. On peut admirer de belles clés de voûte du XVe siècle ainsi qu'un gisant très mutilé du XIIIe siècle. De nombreuses dalles funéraires du XVIe siècle et XVIIe siècle sont présentes.
- La crypte du XIIe siècle est voûtée d'arêtes et elle est portée par des colonnes aux chapiteaux ornés de volutes.
- Les vitraux ont été créés par les ateliers Eugène Denis de Nantes et par les ateliers Guérithault de Poitiers. Ils datent de 1862 et de 1893. Ils représentent :
  - Dans l'abside, l'Assomption de la Vierge pour la verrière centrale ; à sa gauche, saint Pierre portant une grande clé rappelant les paroles du Christ à Pierre : "Je te donnerai les clefs du Royaume des Cieux" (Mat 16,19) ; et, à sa droite, saint Martin, évêque de Tours.
  - À droite, dans le transept, saint Antoine de Padoue et dans l'absidiole sainte Anne avec Marie, son enfant.
  - À gauche, dans le transept, sainte Marguerite-Marie à genoux devant le Sacré-Cœur et dans l'absidiole, sainte Radegonde en présence de Jésus-Roi.

#### Autres édifices civils remarquables
- Maison à colombages (XVe siècle), proche de l'église. Le rez-de-chaussée était occupé par des échoppes d'artisans. La maison est inscrite comme monument historique depuis 1927 pour son élévation.
- Halles, construites en 1853 : elles sont en bois et en pierre, et abritent des sarcophages carolingiens. Elles sont inscrites comme monument historique depuis 1990.
- Viaduc : la société du chemin de fer d'Orléans, maitre d'ouvrage a confié sa réalisation à la Société Escarraguel frères, sise à Bordeaux. Construit en moins de trois ans, il a été livré à l’exploitation le 7 juillet 1856. M. Morandière, architecte des Ponts et chaussées assura la surveillance des travaux de Grégoire Escarraguel. Il mesure 433 m de long pour 32,50 m de hauteur. Composé de 22 arches, sa portée principale est de 15 m. Il franchit la Vonne.
- La place du Bail : elle correspond à la basse-cour de l'ancien château où venaient se réfugier les habitants de Lusignan en cas de siège. Sur la façade du Centre André Léo (nom d'une femme écrivain née à Lusignan en 1824), une sculpture moderne en métal représente Mélusine prenant son envol.
- La maison du Gouverneur : construite sur le mur d'enceinte du château et abritant la Tour Trompe (prison seigneuriale), elle est située dans la rue dénommée "petite rue Saint-Louis". C'est la résidence du représentant local du roi sous l'Ancien Régime. La façade est datée de 1615. Elle est inscrite comme monument historique depuis 1935 pour son élévation.
- Rue Galice : maisons avec des éléments de la fin du Moyen Âge et de la Renaissance : portes cloutées, fenêtres à meneaux...
- Rue Babinet : ancienne entrée fortifiée du bourg Notre-Dame. Il en reste deux tours, que des travaux en cours (2012) doivent mettre en valeur.
- Fontaine de Sé. C'est une source située sous l'église, au pied du promontoire. C'est là, selon la légende, qu'un jeune et hardi chevalier, Raymondin, rencontra la fée Mélusine.

#### Le patrimoine environnemental
Certains espaces naturels de la commune ont un intérêt écologique reconnu, et sont ainsi classés en tant que :
- espaces naturels sensibles (ENS) : le ruisseau du Mâcre et le méandre du Moulin de la Touche ;
- zones naturelles d’intérêt écologique, faunistique et floristique (ZNIEFF)[43]: le coteau de la Touche et la forêt de Saint-Sauvant.

Certains espaces naturels de la commune bénéficient de protections réglementaires :
- Le cirque de la Vonne est inscrit en tant que monument naturel[44];
- La promenade de Blossac est classé en tant que monument naturel.

Selon l'Inventaire des arbres remarquables de Poitou-Charentes, il y a un arbre remarquable sur la commune qui est un pin parasol situé au lieu-dit les Brousses.

##### La forêt de Saint-Sauvant
À quelques kilomètres au sud de Lusignan et représentant 6 % de la superficie de la commune, la forêt de Saint-Sauvant est une vaste chênaie de 800 hectares. Elle fait partie d’un espace de 2 000 hectares classé comme zone naturelle d’intérêt écologique, faunistique et floristique. Elle occupe un vaste plateau dont l’altitude moyenne est de 140 mètres. Ce plateau appartient à une entité géologique originale qui s’étend sur une vaste zone à cheval sur le sud-est du département des Deux-Sèvres, le nord du département de la Charente et le Sud-Ouest du département de la Vienne. Ce sont les «Terres Rouges à châtaigniers ». Sur ce type de sol et dans le contexte climatique local caractérisé par une pluviométrie assez forte (jusqu’à 900 mm/an) pour la région, la forêt est surtout caractérisée par la présence d'une chênaie où le chêne sessile est dominant. Il est généralement accompagné du chêne pédonculé et du hêtre. Le châtaignier autrefois introduit par l’homme est de nos jours totalement naturalisé. Avec quelques plantations de conifères, ils apportent un peu de diversité à la forêt de Saint-Sauvant.
La forêt abrite une riche avifaune dominée par les rapaces comme c’est souvent dans les forêts de surface importante. Il est ainsi possible d’observer :
- L’Autour des palombes.
- Le Bouvreuil pivoine.
- Le Busard Saint-Martin qui est un élégant rapace gris pâle des landes et des forêts ouvertes.
- L’Engoulevent d’Europe.
- Le Faucon hobereau.
- Le Gros-bec casse-noyaux : c’est un passereau dont le bec énorme peut broyer les faînes de charmes ou de hêtres qui constituent l’essentiel de son régime alimentaire.
- Le Pic mar : c’est une espèce aux exigences écologiques strictes puisqu’elle n’occupe que les vieilles chênaies de plus 100 ans, riches en arbres sénescents ou morts. Elle est en fort déclin en France et dans toute l’Europe de l’Ouest, où elle souffre de l’extension des enrésinements au détriment des feuillus et, surtout, de la disparition des vieilles futaies.
- Le Pouillot siffleur.

La flore présente un intérêt moindre que l’avifaune. Toutefois, il est possible de découvrir certaines espèces rares telles que :
- Le Blechnum piquant.
- Le hêtre d’Europe : C’est une essence plutôt montagnarde, rare dans les plaines de Poitou-Charentes.
- La Scille printanière: c’est une petite liliacée des régions atlantiques, proche ici de sa limite orientale de distribution dans la région.

La forêt est gérée par l'Office national des forêts.
La forêt est exploitée pour la production de bois d'œuvre.
Plusieurs sentiers pédestres balisés ont été aménagés : un parcours du souvenir (guerre de 39-45), et des circuits équestre et VTT. La forêt est, aussi, traversée par le GR 364 qui rejoint les bois du Grand Parc de Lusignan à ceux de Rom dans le département des Deux-Sèvres. Un sentier de découverte permet d'agrémenter la balade familiale dans la nouvelle aire d'accueil de la partie sud de la forêt. Dans la partie nord, le sentier des mares permet de découvrir une faune et une flore très caractéristiques des milieux humides.

### Spécialités culinaires
- Le Macaron.
- Le Raymondin.

Spécialités des alentours :
- Le Tourteau fromager.
- Le Broyé poitevin.

### Équipement culturel
La commune a une bibliothèque municipale.
Le centre André-Léo qui abrite la Maison du Tourisme, l’association Les Lusignan et Mélusine, et une exposition sur la vie et l’œuvre de cette personnalité hors du commun.

### Personnalités liées à la commune
- Voir : Maison de Lusignan
- Seigneur le plus connu : Guy de Lusignan (1150 - † 18 juillet 1194).
- Charles Pierre Fradin, homme politique né le 29 avril 1769 à Lusignan (Vienne) et décédé le 2 avril 1846 à Poitiers (Vienne).
- Jacques Babinet (1794 - 1872), physicien, inventeur du compensateur, est né à Lusignan.
- Ernest Chebroux, né le 28 septembre 1840 à Lusignan, mort en 1910, poète, chansonnier, goguettier, dessinateur, artiste peintre, membre de sociétés chantantes : la Lice chansonnière, le Caveau, etc.
- Victoire Léodile Béra dite André Léo[46]., (1824-1900), de son véritable nom Léodile Béra, femme de lettres féministe et républicaine, membre de l'Association internationale des travailleurs, communarde.
- Sœur Jeanne Cherer (1885 - 1971), assistante sociale et grande Résistante.
- Georges Rivault (1918 - 2016), connu pour l'émission L'homme du XXe siècle[47].
- Mélusine, la fée-serpent, personnage légendaire qui se retrouve aussi dans le folklore du Dauphiné, de la Bretagne et du Luxembourg. Sa légende, liée à la fondation de la forteresse de Lusignan et à celle de la dynastie des Lusignan, a été mise en roman à la fin du XVe siècle par Jean d'Arras en prose, puis par Couldrette en vers.

### Héraldique
| Blason | Blasonnement : Burelé d'argent et d'azur, au lion de gueules, armé, lampassé et couronné d'or, brochant sur le tout. Commentaires : Armes des rois de Chypre issus des seigneurs de Lusignan, devenues par usage séculaire celles de la ville. |

## Sources
- Illustration filmée : Émission La Carte au trésor diffusée sur France 3 le 6 juillet 2009
- Crozer (R.), Histoire du Poitou, coll. « Que sais-je ? », PUF
- Labande (E.R) (sous la direction de), Histoire du Poitou, du Limousin et des Pays Charentais, Privat, 1976
- Tarrade (J.) (sous la direction de), La Vienne de la préhistoire à nos jours, éd. BORDESSOULES, 1986
- Thibaud (Robert-Jacques), Dictionnaire de l'Art Roman, éd. Devry, 1994  (ISBN 2-85076-645-3)